# Ciutat Vella de Barcelona
Ciutat Vella és un dels 10 districtes de Barcelona segons la divisió de 1984. Es correspon aproximadament amb el centre històric de la ciutat, és a dir, el territori comprès dins de les muralles entre el segle xiv i el segle xix, més el barri de la Barceloneta, que en quedava fora.

## Dades geogràfiques i socioeconòmiques
Limita amb Sants-Montjuïc al sud, l'Eixample a l'oest, Sant Martí per al nord, i la mar Mediterrània a l'est. Ocupa un territori de 436,8 hectàrees i, segons dades de 2016, té una població de 100.451 habitants i, per tant, una densitat de 230 habitants/hectàrea.

## Divisió administrativa
El districte està format pels següents barris: 
| Codi | Nom del barri                         | Població (2015) | Superfície (ha) | Densitat (hab/ha) |
| ---- | ------------------------------------- | --------------- | --------------- | ----------------- |
| 01   | El Raval                              | 47.617          | 109,8           | 434               |
| 02   | El Gòtic                              | 15.269          | 84,2            | 181               |
| 03   | La Barceloneta                        | 15.036          | 131,4           | 114               |
| 04   | Sant Pere, Santa Caterina i la Ribera | 22.305          | 111,4           | 200               |
| I    | Ciutat Vella                          | 100.227         | 436,9           | 229               |

## Història

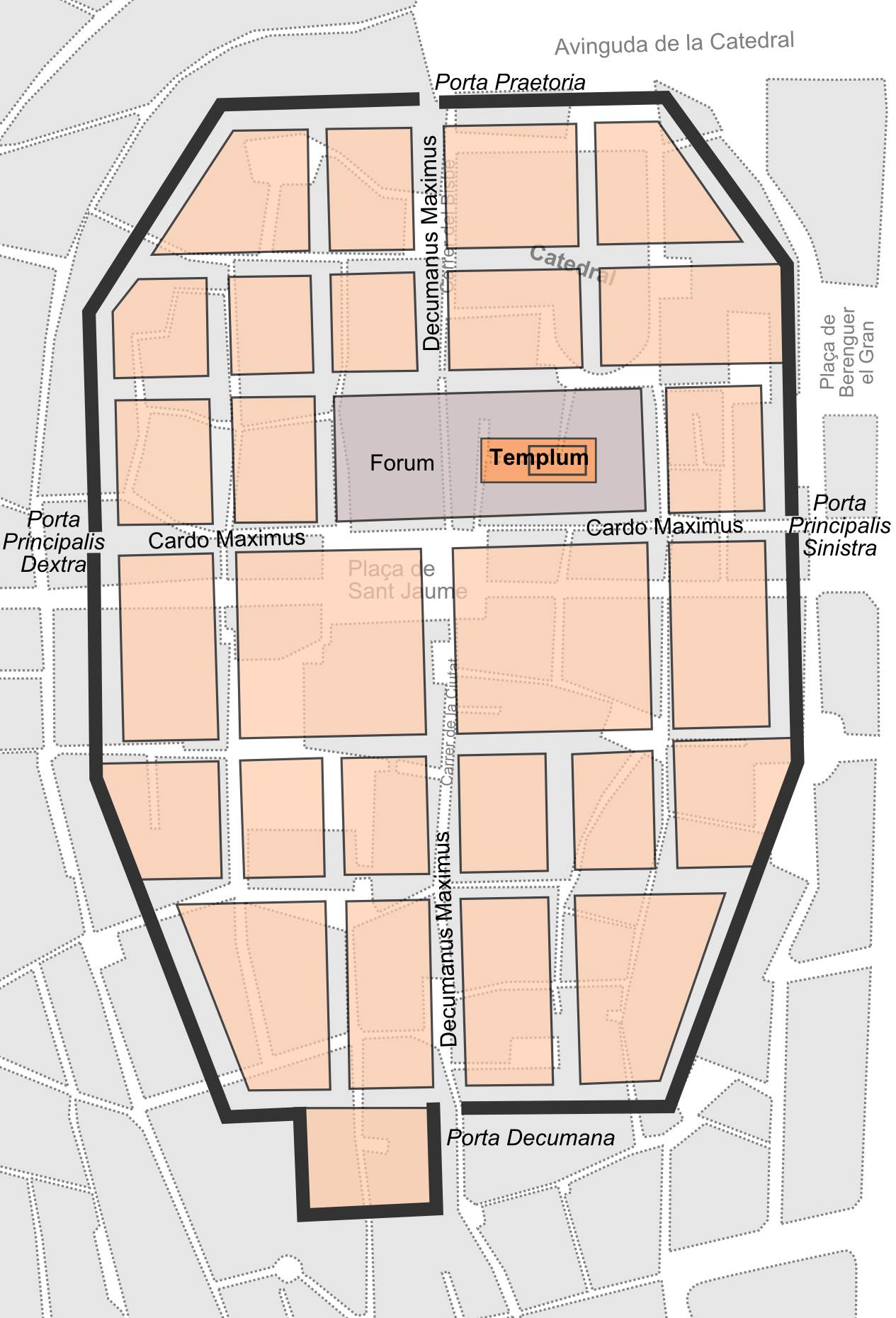
Plànol de Bàrcino superposat al plànol actual del Gòtic

La història del districte comença amb la fundació de la ciutat de Barcelona al Mont Tàber. Els romans van escollir un petit turó entre dues rieres, la del Cagalell o de Collserola (on ara hi ha la Rambla) i la de Jonqueres o Merdançà (ona ara hi ha la Via Laietana). En aquell indret es fundà la Colonia Iulia Augusta Paterna Fauentia Barcino, o simplement Bàrcino, substituint l'antic establiment romà de Montjuïc que es creu que podria estar al barri que avui anomenem la Marina de Port i que van abandonar a causa dels al·luvions arrossegats pel Llobregat i que impedien la utilització del port.
Fins al segle xii la Barcelona vella visqué tancada en el perímetre de la muralla romana del segle iv, que tot i que fou refeta en part pels primers comtes de Barcelona, no fou fins al segle xii que va experimentar un creixement, augmentat encara més durant el segle següent, per tal de protegir els barris que s'havien format al voltant dels camins d'entrada de la ciutat, als afores de les muralles, que es coneixien com a vilanoves. Algunes d'aquestes foren la Bòria, Sant Pere de les Puel·les i la Vilanova de Mar. Aquesta última va créixer al voltant de l'església de Santa Maria de les Arenes, ara més coneguda com a Santa Maria del Mar. A ponent també es va formar una altra vilanova al voltant de la col·legiata de Santa Anna, on ara hi ha la Rambla.

## Administració i política
Heus ací un llistat incomplet dels regidors del districte de Ciutat Vella.
| Regidor                 | Inici del mandat | Fi del mandat | Partit | Partit |
| Carles Martí i Jufresa  | 2003             | 2007          |        | PSC    |
| Itziar González i Virós | 2007             | 2010          |        | PSC    |
| Mercè Homs i Molist     | 2011             | 2015          |        | CiU    |
| Gala Pin Ferrando       | 2015             | 2019          |        | BeC    |
| Jordi Rabassa Massons   | 2019             | 2023          |        | BeC    |
| Albert Batlle           | 2023             | -             |        | PSC    |

## Llocs d'interès
- Carrer de la Portaferrissa
- Carrer de Pelai
- Avinguda del Portal de l'Àngel
- Plaça Reial
- Plaça del Rei
- Rambla del Raval
- Palau de la Generalitat
- Ajuntament de Barcelona
- Casa de la Ciutat
- Catedral de Barcelona
- Església de Santa Maria del Mar
- Església de Santa Maria del Pi
- Basílica de la Mercè
- Palau de la Virreina
- Palau de la Música Catalana
- Liceu

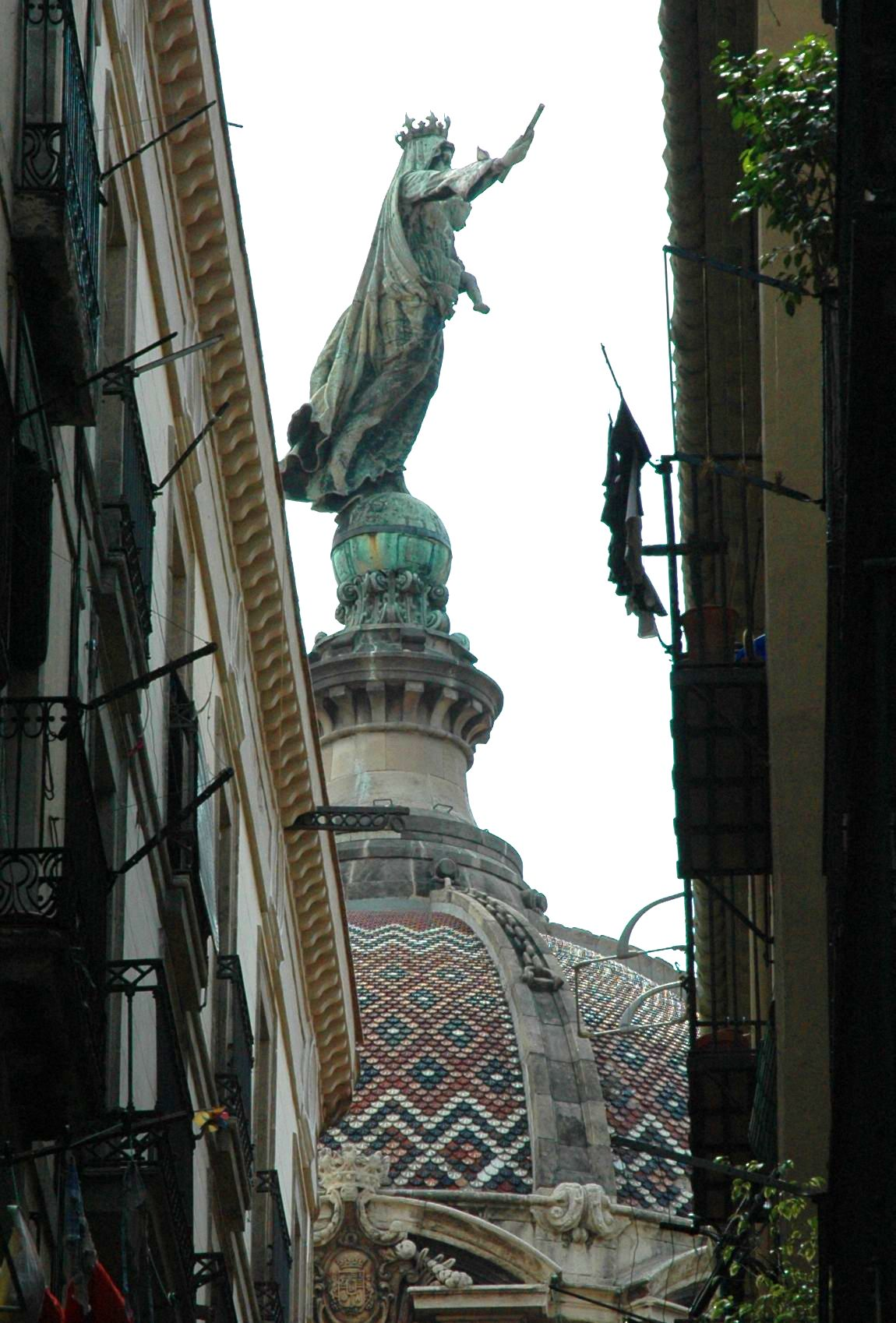
Basílica de la Mercè des del carrer d'en Carabassa

- Museu d'Art Contemporani de Barcelona (MACBA)
- Museu Picasso de Barcelona
- Centre d'Art Santa Mònica
- Palau Güell
- Parc de la Ciutadella
- Parc Zoològic de Barcelona
- Platja de la Barceloneta
- Platja de Sant Sebastià
- Monument a Colom
- Port de Barcelona
- Plaça de la Llana